# 田村市
田村市（日语：／ Tamura shi */?）是位于日本福島縣中部的一市。

## 地理
- 山：移岳、片曽根山、鎌倉岳（常磐）、大瀧根山、高柴山
- 河川：大瀧根川、
- 瀑布：行司瀑布

## 歷史

### 沿革
- 2005年3月1日 田村郡船引町、瀧根町、大越町、都路村、常葉町5町合併，田村市成立。

## 外部連結
- 官方网站 （日語）